# 刘和珍
刘和珍（1904年—1926年3月18日），女，原籍安徽歙县，生于江西南昌，北京女子师范大学英文系学生。

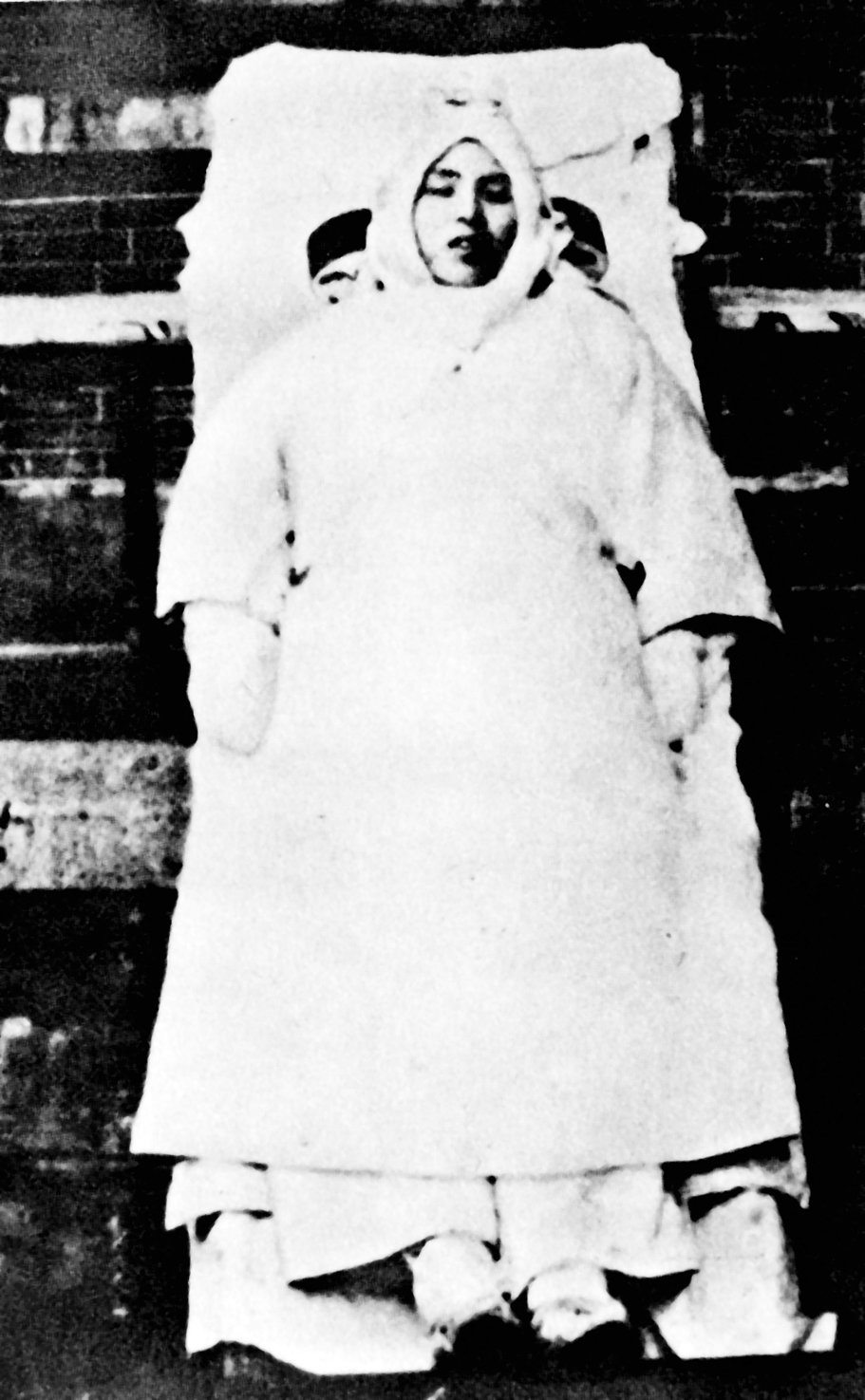
刘和珍的遗体

1926年在三·一八惨案中遇害，鲁迅于1926年4月12日在《语丝》发表散文《记念刘和珍君》，其中有｢沉默呵，沉默呵！不在沉默中爆發，就在沉默中滅亡。｣之名句用以悼念不幸身亡的劉和珍等人，因被中華人民共和國收入中学语文课本而广为人知。

## 簡介
她的父亲九皋本籍安徽徽州歙县，在江西候补。她的母亲姓何，江西人。因时局多变，19世纪末、20世纪初，其父刘九皋随祖父由原籍安徽徽州歙县迁往江西南昌，后娶江西南昌人氏何氏为妻。她因生长江西，入女师大后遂改为江西南昌籍。
就讀女師大時因反對新任校長楊蔭榆的做法，被楊蔭榆與其依附在楊下面的｢自治評議委員會的成員｣強行拖出校園。與同校同學楊德群等人在北京的宗帽衚衕勉強租了一間小房子權當教室，將因反對楊蔭榆等人的同學聚集在此以續學業。魯迅等人也到那義務授課，直到楊蔭榆校長垮台才回到校園。